# غريت سنكي (تشيشير)
غريت سنكي (بالإنجليزية: Great Sankey)‏ هي أبرشية مدنية تقع في المملكة المتحدة في إنجلترا.  يقدر عدد سكانها بـ 24,211 نسمة .